# العلاقات العمانية المولدوفية
العلاقات العمانية المولدوفية هي العلاقات الثنائية التي تجمع بين سلطنة عمان ومولدوفا.

## مقارنة بين البلدين
هذه مقارنة عامة ومرجعية للدولتين:
| وجه المقارنة                                              | سلطنة عمان    | مولدوفا                           |
| --------------------------------------------------------- | ------------- | --------------------------------- |
| المساحة (كم2)                                             | 309.50 ألف    | 33.85 ألف                         |
| عدد السكان (نسمة)                                         | 4.64 مليون    | 2.55 مليون                        |
| الكثافة السكانية (ن./كم²)                                 | 14.99         | 75.33                             |
| العاصمة                                                   | مسقط          | كيشيناو                           |
| اللغة الرسمية                                             | اللغة العربية | اللغة المولدوفية، اللغة الرومانية |
| العملة                                                    | ريال عماني    | ليو مولدوفي                       |
| الناتج المحلي الإجمالي (بليون دولار)                      | 72.64 مليار   | 8.13 مليار                        |
| الناتج المحلي الإجمالي (تعادل القوة الشرائية) بليون دولار | 179.49 مليار  | 17.94 مليار                       |
| الناتج المحلي الإجمالي الاسمي للفرد دولار أمريكي          | 15.55 ألف     | 3.65 ألف                          |
| الناتج المحلي الإجمالي للفرد دولار أمريكي                 | 38.63 ألف     | 4.98 ألف                          |
| مؤشر التنمية البشرية                                      | 0.793         | 0.693                             |
| رمز المكالمات الدولي                                      | +968          | +373                              |
| رمز الإنترنت                                              | عمان          | .md                               |
| المنطقة الزمنية                                           | ت ع م+04:00   | ت ع م+02:00، ت ع م+03:00          |

## منظمات دولية مشتركة
يشترك البلدان في عضوية مجموعة من المنظمات الدولية، منها:
| علم المنظمة | اسم المنظمة                               | تاريخ انضمام سلطنة عمان | تاريخ انضمام مولدوفا |
| ----------- | ----------------------------------------- | ----------------------- | -------------------- |
|             | مؤسسة التنمية الدولية                     | 1973                    | 14 يونيو 1994        |
|             | يونسكو                                    | 10 فبراير 1972          | 27 مايو 1992         |
|             | وكالة ضمان الاستثمار متعدد الأطراف        | 1989                    | 9 يونيو 1993         |
|             | الأمم المتحدة                             | 7 أكتوبر 1971           | 2 مارس 1992          |
|             | الفريق المعني برصد الأرض                  | ?                       | ?                    |
|             | الاتحاد البريدي العالمي                   | ?                       | ?                    |
|             | البنك الدولي للإنشاء والتعمير             | 1971                    | 12 أغسطس 1992        |
|             | الاتحاد الدولي للاتصالات                  | 28 أبريل 1972           | 20 أكتوبر 1992       |
|             | منظمة حظر الأسلحة الكيميائية              | ?                       | ?                    |
|             | مؤسسة التمويل الدولية                     | 1973                    | 10 مارس 1995         |
|             | المركز الدولي لتسوية المنازعات الاستشارية | 1995                    | 4 يونيو 2011         |
|             | منظمة التجارة العالمية                    | 2000                    | ?                    |
|             | منظمة الشرطة الجنائية الدولية             | ?                       | ?                    |

## وصلات خارجية
- موقع وزارة الخارجية العمانية
- موقع وزارة الخارجية المولدوفية